# Hebeloma
Hebeloma es un género de hongos. De distribución cosmopolita, contiene las especies (Hebeloma crustuliniforme) y (Hebeloma aminophilum), de Australia Occidental , que crece en la putrefacción de restos de animales.

## Etimología
El nombre genérico se compone de la palabra del antiguo griego Hebe, "juventud" o "pubertad", y el sufijo - loma , "una franja" (perteneciente al hongo velo ). Por lo tanto, Hebeloma se traduce como "velo juvenil", en referencia a la forma del velo de los hongos que sólo se ve en las muestras inmaduras.

## Descripción física
Tiene un sombrero de hasta 12 cm, muy aplanado de madura. Su cutícula lisa y glabra (sin pelo), separable. El color variable de blanco a pardo claro o rojizo, más oscuro en el centro. Láminas escotadas o casi libres, con lamélulas, no lacrimosas, color beige o café con leche. 
Su pie es muy largo (6-15 cm), algo bulboso en la base, curvado, fibroso y blanquecino. Tiene la carne blanca que se tuesta ligeramente al corte. Huele a rábano cuando es pequeño. 
No acapara mucho interés culinario porque tiene un sabor amargo desagradable, y puede ser tóxico.